# Taça da Liga de 2010–11
A Taça da Liga 2010-11 foi a quarta edição da Taça da Liga portuguesa. As primeiras partidas foram jogadas a 8 de Agosto de 2010. O Benfica é o actual detentor, tendo conquistado seu segundo título no ano anterior. A final foi jogada a 23 de Abril de 2011, onde o Benfica bateu o Paços de Ferreira por 2-1 e conseguiu o terceiro título. A final foi disputada no Estádio Cidade de Coimbra, em Coimbra.

## Formato
Este formato consiste em três rondas, mais fases eliminatórias. Na primeira ronda apenas jogam equipas da segunda divisão. Todas as 16 equipas estão divididas em 4 grupos de 4 equipas cada. Cada equipa joga três partidas e os dois primeiros de cada grupo avançam. Na segunda ronda, as equipas que se classificaram da ronda anterior, são unidas com duas equipas promovidas à primeira liga e também os últimos 6 na liga na temporada anterior. Haverá jogos a duas mãos em que os vencedores avançam. A terceira ronda é onde as restantes 8 melhores equipas da época anterior que entram pela primeira vez na competição. Novamente, como na primeira ronda, as 16 equipas são divididas em 4 grupos e cada equipa jogará três partidas. No entanto, desta vez, apenas os vencedores dos grupos avançam. Ambas as semi-finais e finais são jogos de uma mão só. Toda a competição será puramente elaborada, portanto, nenhuma restrição ou seedings serão consideradas no sorteio.

## Clubes participantes
- Clubes participantes desde a 1º Ronda: Gil Vicente, Estoril, Desportivo das Aves, Varzim, Santa Clara, Freamunde, Feirense, Oliveirense, Covilhã, Trofense, Fátima, Penafiel, Arouca, Moreirense, Belenenses, Leixões
- Clubes participantes desde a 2º Ronda: Académica, Paços de Ferreira, Rio Ave, União de Leiria, Olhanense, Vitória de Setúbal, Beira-Mar, Portimonense
- Clubes participantes desde a 3º Ronda: FC Porto, Sporting, Benfica, Nacional, Sporting de Braga, Naval, Vitória de Guimarães, Marítimo

## 1º Ronda

### Grupo A
| Equipa      | J | V | E | D | GM | GS | DG | Pts |
| ----------- | - | - | - | - | -- | -- | -- | --- |
| Fátima      | 3 | 1 | 2 | 0 | 5  | 4  | +1 | 5   |
| Gil Vicente | 3 | 1 | 1 | 1 | 5  | 5  | 0  | 4   |
| Moreirense  | 3 | 0 | 3 | 0 | 4  | 4  | 0  | 3   |
| Feirense    | 3 | 0 | 2 | 1 | 4  | 5  | –1 | 2   |

|             | FEI | FAT | GIV | MOR |
| ----------- | --- | --- | --- | --- |
| Feirense    | –   | –   | –   | 0–0 |
| Fátima      | 3–3 | –   | 1–0 | –   |
| Gil Vicente | 2–1 | –   | –   | 3–3 |
| Moreirense  | –   | 1–1 | –   | –   |

### Grupo B
| Equipa     | J | V | E | D | GM | GS | DG | Pts |
| ---------- | - | - | - | - | -- | -- | -- | --- |
| Penafiel   | 3 | 2 | 0 | 1 | 4  | 2  | +2 | 6   |
| Arouca     | 3 | 1 | 2 | 0 | 3  | 2  | +1 | 5   |
| Freamunde  | 3 | 1 | 1 | 1 | 6  | 3  | +3 | 4   |
| Belenenses | 3 | 0 | 1 | 2 | 3  | 9  | –6 | 1   |

|            | BEL | PEN | FRE | ARO |
| ---------- | --- | --- | --- | --- |
| Belenenses | –   | –   | –   | 1–1 |
| Penafiel   | 3–1 | –   | 1–0 | –   |
| Freamunde  | 5–1 | –   | –   | 1–1 |
| Arouca     | –   | 1–0 | –   | –   |

### Grupo C
| Equipa      | J | V | E | D | GM | GS | DG | Pts |
| ----------- | - | - | - | - | -- | -- | -- | --- |
| Oliveirense | 3 | 2 | 0 | 1 | 3  | 2  | +1 | 6   |
| Estoril     | 3 | 1 | 2 | 0 | 3  | 2  | +1 | 5   |
| Varzim      | 3 | 0 | 2 | 1 | 1  | 2  | –1 | 2   |
| Santa Clara | 3 | 0 | 2 | 1 | 2  | 3  | –1 | 2   |

|             | SCL | VAR | EST | OLI |
| ----------- | --- | --- | --- | --- |
| Santa Clara | –   | 0–0 | –   | –   |
| Varzim      | –   | –   | –   | 0–1 |
| Estoril     | 1–1 | 1–1 | –   | –   |
| Oliveirense | 2–1 | –   | 0–1 | –   |

### Grupo D
| Equipa              | J | V | E | D | GM | GS | DG | Pts |
| ------------------- | - | - | - | - | -- | -- | -- | --- |
| Leixões             | 3 | 2 | 1 | 0 | 3  | 0  | +3 | 7   |
| Desportivo das Aves | 3 | 1 | 1 | 1 | 4  | 3  | +1 | 4   |
| Sporting da Covilhã | 3 | 1 | 0 | 2 | 2  | 4  | –2 | 3   |
| Trofense            | 3 | 0 | 2 | 1 | 1  | 3  | –2 | 2   |

|                  | AVE | SCO | LEI | TRO |
| ---------------- | --- | --- | --- | --- |
| Desportivo Aves  | –   | 3–0 | 0–2 | –   |
| Sporting Covilhã | –   | –   | –   | 2–0 |
| Leixões          | –   | 1–0 | –   | –   |
| Trofense         | 1–1 | –   | 0–0 | –   |

## 2º ronda
Os jogos foram disputados de 10 a 28 de Outubro (primeira mão) e em 10, 17 e 20 de Novembro de 2010 (segunda mão).
| Equipe 1            | Total       | Equipe 2           | 1.º jogo | 2.º jogo |
| ------------------- | ----------- | ------------------ | -------- | -------- |
| Penafiel            | 3–3 (4–1 p) | Vitória de Setúbal | 2–0      | 1–3      |
| Estoril             | 1–1 (4–3 p) | Rio Ave            | 0–0      | 1–1      |
| Gil Vicente         | 4–3         | União de Leiria    | 3–2      | 1–1      |
| Leixões             | 2–3         | Paços de Ferreira  | 1–1      | 1–2      |
| Desportivo das Aves | 4–3         | Portimonense       | 3–2      | 1–1      |
| Arouca              | 3–3 (5–3 p) | Académica          | 2–2      | 1–1      |
| Fátima              | 2–5         | Beira-Mar          | 1–1      | 1–4      |
| Oliveirense         | 2–4         | Olhanense          | 1–0      | 1–4      |

## 3º ronda

### Grupo A
| Equipa      | J | V | E | D | GM | GS | DG | Pts |
| ----------- | - | - | - | - | -- | -- | -- | --- |
| Nacional    | 3 | 3 | 0 | 0 | 8  | 3  | +5 | 9   |
| FC Porto    | 3 | 1 | 1 | 1 | 6  | 4  | +2 | 4   |
| Gil Vicente | 3 | 1 | 1 | 1 | 5  | 7  | –2 | 4   |
| Beira-Mar   | 3 | 0 | 0 | 3 | 2  | 7  | –5 | 0   |

|             | BEM | GIV | NAC | FCP |
| ----------- | --- | --- | --- | --- |
| Beira-Mar   | –   | –   | 1–2 | –   |
| Gil Vicente | 2–1 | –   | –   | 2–2 |
| Nacional    | –   | 4–1 | –   | –   |
| Porto       | 3–0 | –   | 1–2 | –   |

### Grupo B
| Equipa              | J | V | E | D | GM | GS | DG | Pts |
| ------------------- | - | - | - | - | -- | -- | -- | --- |
| Benfica             | 3 | 3 | 0 | 0 | 9  | 2  | +7 | 9   |
| Marítimo            | 3 | 2 | 0 | 1 | 3  | 3  | 0  | 6   |
| Desportivo das Aves | 3 | 1 | 0 | 2 | 4  | 8  | –4 | 3   |
| Olhanense           | 3 | 0 | 0 | 3 | 4  | 7  | –3 | 0   |

|                     | AVE | SLB | MAR | OLH |
| ------------------- | --- | --- | --- | --- |
| Desportivo das Aves | –   | 0–4 | –   | 3–2 |
| Benfica             | –   | –   | 2–0 | 3–2 |
| Marítimo            | 2–1 | –   | –   | –   |
| Olhanense           | –   | –   | 0–1 | –   |

### Grupo C
| Equipa               | J | V | E | D | GM | GS | DG | Pts |
| -------------------- | - | - | - | - | -- | -- | -- | --- |
| Paços de Ferreira    | 3 | 3 | 0 | 0 | 8  | 5  | +3 | 9   |
| Braga                | 3 | 2 | 0 | 1 | 9  | 4  | +5 | 6   |
| Vitória de Guimarães | 3 | 1 | 0 | 2 | 3  | 5  | –2 | 3   |
| Arouca               | 3 | 0 | 0 | 3 | 2  | 8  | –6 | 0   |

|                      | ARO | BRA | PAÇ | GUI |
| -------------------- | --- | --- | --- | --- |
| Arouca               | –   | 0–4 | 2–3 | –   |
| Sporting de Braga    | –   | –   | 2–3 | 3–1 |
| Paços de Ferreira    | –   | –   | –   | 2–1 |
| Vitória de Guimarães | 1–0 | –   | –   | –   |

### Grupo D
| Equipa   | J | V | E | D | GM | GS | DG | Pts |
| -------- | - | - | - | - | -- | -- | -- | --- |
| Sporting | 3 | 2 | 0 | 1 | 7  | 2  | +5 | 6   |
| Estoril  | 3 | 1 | 1 | 1 | 4  | 4  | 0  | 4   |
| Naval    | 3 | 1 | 1 | 1 | 3  | 4  | –1 | 4   |
| Penafiel | 3 | 1 | 0 | 2 | 1  | 5  | –4 | 3   |

|          | EST | NAV | PEN | SCP |
| -------- | --- | --- | --- | --- |
| Estoril  | –   | –   | 0–1 | 2–1 |
| Naval    | 2–2 | –   | –   | –   |
| Penafiel | –   | 0–1 | –   | –   |
| Sporting | –   | 2–0 | 4–0 | –   |

## Fases Eliminatórias
|  | Meias finais 2/3 de Março de 2011 | Meias finais 2/3 de Março de 2011 | Meias finais 2/3 de Março de 2011 |                   |         | Final 23 de Abril de 2011 | Final 23 de Abril de 2011 | Final 23 de Abril de 2011 |  |
|  |                                   |                                   |                                   |                   |         |                           |                           |                           |  |
|  | Benfica                           | Benfica                           | 2                                 |                   |         |                           |                           |                           |  |
|  | Benfica                           | Benfica                           | 2                                 |                   |         |                           |                           |                           |  |
|  | Sporting CP                       | Sporting CP                       | 1                                 |                   |         |                           |                           |                           |  |
|  | Sporting CP                       | Sporting CP                       | 1                                 |                   | Benfica | Benfica                   | 2                         |                           |  |
|  |                                   |                                   |                                   |                   | Benfica | Benfica                   | 2                         |                           |  |
|  |                                   |                                   | Paços de Ferreira                 | Paços de Ferreira | 1       |                           |                           |                           |  |
|  | Nacional                          | Nacional                          | Paços de Ferreira                 | Paços de Ferreira | 1       | 3                         |                           |                           |  |
|  | Nacional                          | Nacional                          |                                   |                   |         |                           |                           |                           |  |
|  | Paços de Ferreira                 | Paços de Ferreira                 | 4                                 |                   |         |                           |                           |                           |  |

### Meias finais
| 2 de Março de 2011 | Benfica                         | 2 – 1     | Sporting CP |                 |
| 20:45              | Cardozo 33' · Javi García 90+2' | Relatório | Postiga 21' | Público: 49,652 |

| 3 de Março de 2011 | Nacional                                                         | 3 – 4     | Paços de Ferreira                              |                |
| 20:15              | Diego Barcelos 35' · Luis Alberto 45' · Thiago Gentil 85' (pen.) | Relatório | Maykon 25' · Pizzi 41', 56' · Mario Rondón 50' | Público: 1,248 |

### Final
| 23 April 2011 | Paços de Ferreira | 1 – 2     | Benfica                    |                 |
| 21:00 UTC     | Luisão 49' (p.b.) | Relatório | Jara 17' · Javi García 43' | Público: 26,222 |

| Paços de Ferreira | Benfica |

| Paços de Ferreira: |    |                   |       |
|                    |    |                   |       |
| GK                 | 1  | Cássio            | 90+2' |
| RB                 | 15 | Baiano            |       |
| CB                 | 5  | Javier Cohene     |       |
| CB                 | 2  | Ozéia             |       |
| LB                 | 7  | Maykon            | 26'   |
| DM                 | 8  | André Leão        | 79'   |
| CM                 | 16 | Leonel Olímpio    | 33'   |
| CM                 | 10 | David Simão       | 75'   |
| RW                 | 81 | Manuel José (c)   | 71'   |
| LW                 | 31 | Pizzi             |       |
| CF                 | 19 | Mario Rondón      |       |
| Suplentes:         |    |                   |       |
| GK                 | 45 | António Filipe    |       |
| LB                 | 13 | Bura              |       |
| RB                 | 96 | Filipe Anunciação | 79'   |
| CM                 | 11 | Rui Caetano       | 71'   |
| CM                 | 17 | Nuno Santos       |       |
| FW                 | 21 | Pádraig Amond     |       |
| FW                 | 24 | Nélson Oliveira   | 75'   |
| Treinador:         |    |                   |       |
| Rui Vitória        |    |                   |       |

| Benfica:    |    |                |       |
|             |    |                |       |
| GK          | 1  | Moreira        |       |
| RB          | 14 | Maxi Pereira   | 30'   |
| CB          | 4  | Luisão (c)     | 49'   |
| CB          | 33 | Jardel         |       |
| LB          | 18 | Fábio Coentrão |       |
| DM          | 6  | Javi García    |       |
| RM          | 17 | Carlos Martins | 61'   |
| LM          | 11 | Franco Jara    |       |
| CM          | 10 | Pablo Aimar    | 90+2' |
| FW          | 30 | Javier Saviola | 68'   |
| FW          | 7  | Óscar Cardozo  |       |
| Suplentes:  |    |                |       |
| GK          | 12 | Roberto        |       |
| LB          | 25 | César Peixoto  | 61'   |
| CB          | 27 | Sidnei         |       |
| DM          | 2  | Airton         | 68'   |
| CM          | 16 | Felipe Menezes | 90+2' |
| FW          | 19 | Weldon         |       |
| FW          | 31 | Alan Kardec    |       |
| Treinador:  |    |                |       |
| Jorge Jesus |    |                |       |

## Campeão
| Taça da Liga de 2010-11 |
| ----------------------- |
| Benfica 3º Título       |

## Ligações Externas
- Site Oficial (português)
- Regulamento Oficial
- Estatisticas Oficiais